# Sieglitz (Käbschütztal)
Sieglitz ist ein Ortsteil der sächsischen Gemeinde Käbschütztal im Landkreis Meißen.

## Geographie
Sieglitz befindet sich etwa vier Kilometer westlich der Kreisstadt Meißen auf rund 200 m ü. NN in der Lommatzscher Pflege. Als weitere größere Stadt liegt Lommatzsch etwa zehn Kilometer nordwestlich von Sieglitz. Im Ort entspringt der Sieglitzbach, der nach etwa einem Kilometer in den Jahnabach mündet. Dieser entwässert an der Güldenen Aue in Keilbusch (Gemeinde Diera-Zehren) in die Elbe. Zwischen Sieglitz und dem westlichen Nachbarort Neumohlis verläuft die Kreisstraße 8071, die Meißen mit Zehren verbindet. Sie hat südlich von Sieglitz mit der Kreisstraße 8070 eine Kreuzung. Über diese Straße wird der Anschluss des Ortes an Lommatzsch und Leutewitz hergestellt. Der Ortskern ist von Bauernhöfen geprägt und von Ackerflächen umgeben.
Sieglitz bildet eine Gemarkung mit dem amtlichen Namen Sieglitz/Ja.-Lö. Sie ist im Nordosten von Jesseritz und dem Klostergut zum Heiligen Kreuz umgeben. Im Südosten schließt sich die Gemarkung Niederjahna an, im Südwesten liegt Mohlis mit Alt- und Neumohlis. Westlicher Nachbarort ist Pröda, im Nordwesten grenzt zudem die Gemarkung Seebschütz an Sieglitz an. Mit Ausnahme des Klosterguts (zu Meißen) und Jesseritz (zu Diera-Zehren) sind alle umliegenden Dörfer Ortsteile der Gemeinde Käbschütztal.

## Geschichte
Sieglitz wurde erstmals im Jahr 1205 als Scedelicz urkundlich erwähnt. Ein Jahr später taucht Zelice in Urkunden auf. Im Jahr 1279 wird von Scedelicz gesprochen, für das Jahr 1378 wird Silcz als Namensvariante überliefert. Der Name Sieglitz wurde erstmals 1748 erwähnt. Zu dieser Zeit gehörte Sieglitz zum Castrum bzw. zur Burg Meißen, im 16. Jahrhundert war der Ort zum Erbamt Meißen im Kurfürstentum Sachsen gehörig. Später gehörte er zum gleichnamigen Amt. Die Grundherrschaft übten die Herren von Schieritz aus. Durch die Sächsische Landgemeindeordnung von 1838 erhielt das Dorf Eigenständigkeit als Landgemeinde.
Von der Siedlungsform ist Sieglitz als lockerer Bauernweiler einzuordnen, um den sich im Jahr 1900 eine 117 Hektar große Block- und Streifenflur erstreckte. Sie wurde von den Einwohnern landwirtschaftlich genutzt. Kirchlich gehörte Sieglitz nach Meißen, es war bereits im 16. Jahrhundert in das Kloster St. Afra gepfarrt und gehört heute zur dortigen Kirchgemeinde. Die Selbstständigkeit verlor Sieglitz am 1. November 1935, als sich fünf Landgemeinden, darunter neben Sieglitz auch der Nachbarort Jesseritz, zur neuen Gemeinde Jahna zusammenschlossen. Nach dem Zweiten Weltkrieg wurde Jahna mit Sieglitz Teil der Sowjetischen Besatzungszone und später der DDR. In der Kreisreform 1952 kam es zur Angliederung der Orte an den Kreis Meißen im Bezirk Dresden, der im Wesentlichen aus der Amtshauptmannschaft Meißen (später Landkreis Meißen) hervorgegangen war. Die Bauern im Dorf gingen nun den Weg der Landwirtschaft in der DDR. Am 1. Januar 1969 schloss sich Jahna mit Kagen zu Jahna-Kagen zusammen, zum 1. März 1974 wurde diese Gemeinde mit Löthain zu Jahna-Löthain vereinigt. Dieser Zugehörigkeit zur Gemeinde Jahna-Löthain ist es geschuldet, dass die Gemarkung zur Unterscheidung vom Lommatzscher Ortsteil Sieglitz den Namenszusatz Ja.-Lö. trägt.
Nach Wende und Wiedervereinigung wurde Sieglitz Teil des neugegründeten Freistaates Sachsen. In der Kreisreform 1994 wurde der Landkreis Meißen-Radebeul (ab 1996 Landkreis Meißen) aus dem alten Gebiet des Kreises Meißen und Teilen des Kreises Dresden-Land gebildet, dem Sieglitz bis 2008 angehörte. Ebenfalls 1994 vereinigten sich Krögis, Jahna-Löthain und Planitz-Deila zur neuen Großgemeinde Käbschütztal mit 37 Ortsteilen. Diese Gemeinde ist seit dem 1. August 2008 Teil des in der Kreisreform Sachsen 2008 aus Landkreis Meißen und Landkreis Riesa-Großenhain gebildeten dritten Landkreises Meißen.

### Entwicklung der Einwohnerzahl
| Jahr | Einwohnerzahl                |
| ---- | ---------------------------- |
| 1551 | 5 besessene Mann, 5 Inwohner |
| 1764 | 6 besessene Mann, 1 Häusler  |
| 1834 | 67                           |
| 1871 | 88                           |
| 1890 | 88                           |
| 1910 | 82                           |
| 1925 | 75                           |